# Diomedes-Maler
Der Diomedes-Maler war ein attisch-rotfiguriger Vasenmaler, der um 400 v. Chr. zusammen mit dem Q-Maler in der Werkstatt des Jenaer Malers wirkte.